# Üteg
Az üteg néhány löveggel (tábori ágyú, tarack, mozsár) rendelkező tüzérségi alegység. A korszerű hadseregekben egy üteghez általában 2-6 löveg tartozik. A nagy űrméretű tüzérség ütegeiben többnyire 2, a kisebb űrméretűeknél 4-6 löveg van. Az ütegek általában szakaszokra oszlanak, amelyekhez 1-3 löveg tartozik.

## Kapcsolódó szócikk
- Század (katonai egység)#Tüzérség